# Karel Just Cibic
Karel Just Cibic, slovenski učitelj in zborovodja, * 28. oktober 1890, Prosek, Italija, † 6. oktober 1969, Maribor. 

## Življenje in delo
Rodil se je v slovenski družini Valentinu in Mariji Cibic, rojeni Štoka. Po končanem učiteljišču je učil na slovenskih šolah v Trstu. Že v mladosti je deloval kot pevec, organist in zborovodja. V letih 1911−1914 je vodil znani pevski zbor Hajdrih na Proseku, med 1. svetovno vojno pa ženski pevski zbor Danica na Kontovelu (Trst-okolica). Po nastopu fašizma se je z družino umaknil v Jugoslavijo. Naselil se je v Mariboru. Tudi tu je deloval kot zborovodja. Po nemški zasedbi Maribora v 2. svetovni vojni je bil pregnan v Čačak. Tu in kasneje v Milanovcu je vodil pevska zbora slovenskih izgnancev v Srbijo. Po osvoboditvi se je vrnil v Maribor in nadaljeval z delom zborovodje.